# Dinanderie

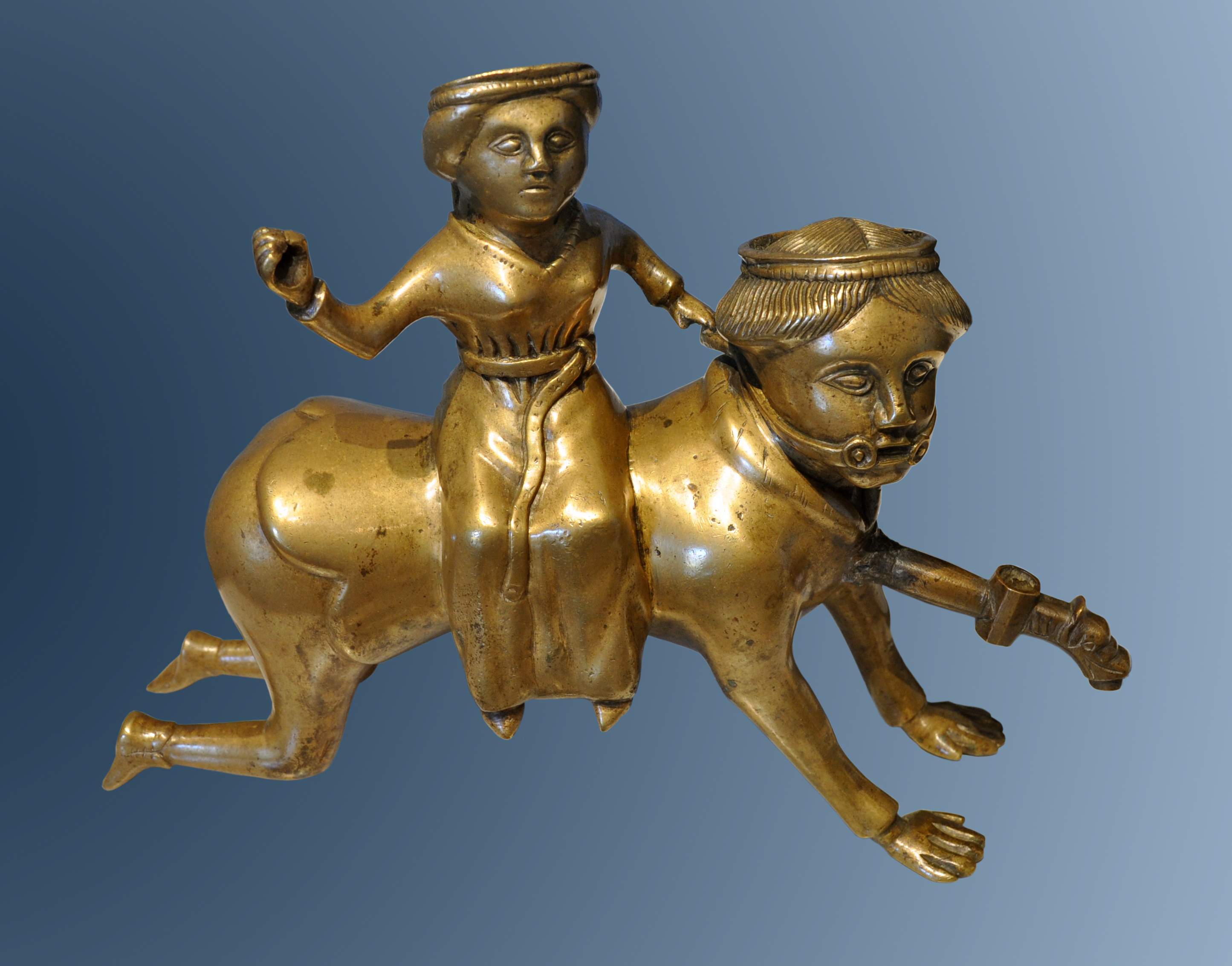
Aristoteles en Phyllis, dinanderie, eerste helft XVde eeuw.

Dinanderie is de generaliserende verzamelnaam voor allerlei geelkoperen kunstvoorwerpen (in messing) zoals koorlessenaars, kandelaars, religieus vaatwerk en dergelijke. De term is afgeleid van de Belgische stad Dinant, hoewel ook in andere steden van de Maasvallei zoals Bouvignes, Namen, Hoei en Luik koperwerk vervaardigd werd. Reeds in de Romeinse tijd was de fabricage van messing in de Maasvallei bekend.

## Romaans
In de Franstalige, en ook wel de Engelstalige vakliteratuur worden alle sinds de romaanse periode van koper vervaardigde voorwerpen dinanderie genoemd, ongeacht de aangewende technieken zoals gieten, drijven en hameren of materialen (geel- of roodkoper, brons). Formeel verdient het echter de voorkeur de term dinanderie uitsluitend toe te passen op het messingwerk. Messing bestaat doorgaans uit 3 delen koper tegen 1 deel zink.
Sinds de 12e eeuw genoten de messingproducten in het Maasbekken een monopoliepositie, maar omdat de voorraad kopererts hier stilaan uitgeput raakte, werd koper uit de Harz ingevoerd. De steden Leuven en Mechelen moeten in de 14e eeuw eveneens reeds ateliers voor messingproducten bezeten hebben en toen in 1466 Dinant door de toekomstige Bourgondische hertog Karel de Stoute verwoest werd, zochten de messingbewerkers elders werkgelegenheid, onder andere in de Brabantse steden, te Aken, Maastricht en in Engeland.

## Ambachtswerk
Voorwerpen in dinanderie zijn meer als industriële producten dan als een hoogstaande vorm van kunst te beschouwen. Bekende producenten van dinanderie waren Jehan Josès van Dinant en de familie Van Naenhoven, bekend onder de naam Van Thienen, voorts Guillaume Lefèvre te Doornik, Jacob van Gerines te Brussel, Jan Aerts te Maastricht, Jan Veldener te Leuven, Gilles van den Eynde en Jean Cauthals te Mechelen. De meeste thans nog bestaande dinanderieproducten dateren uit de 15e tot 17e eeuw. Behalve gegoten kerkmeubilair als koorlezenaars, koor- en paaskandelaars, doopvonten en hekken, zijn ook in messing geslagen schotels en bekkens bekend, voorts gegraveerde messingplaten, die bijvoorbeeld als grafplaten of naamborden dienstdeden.

## Recentere dinanderie

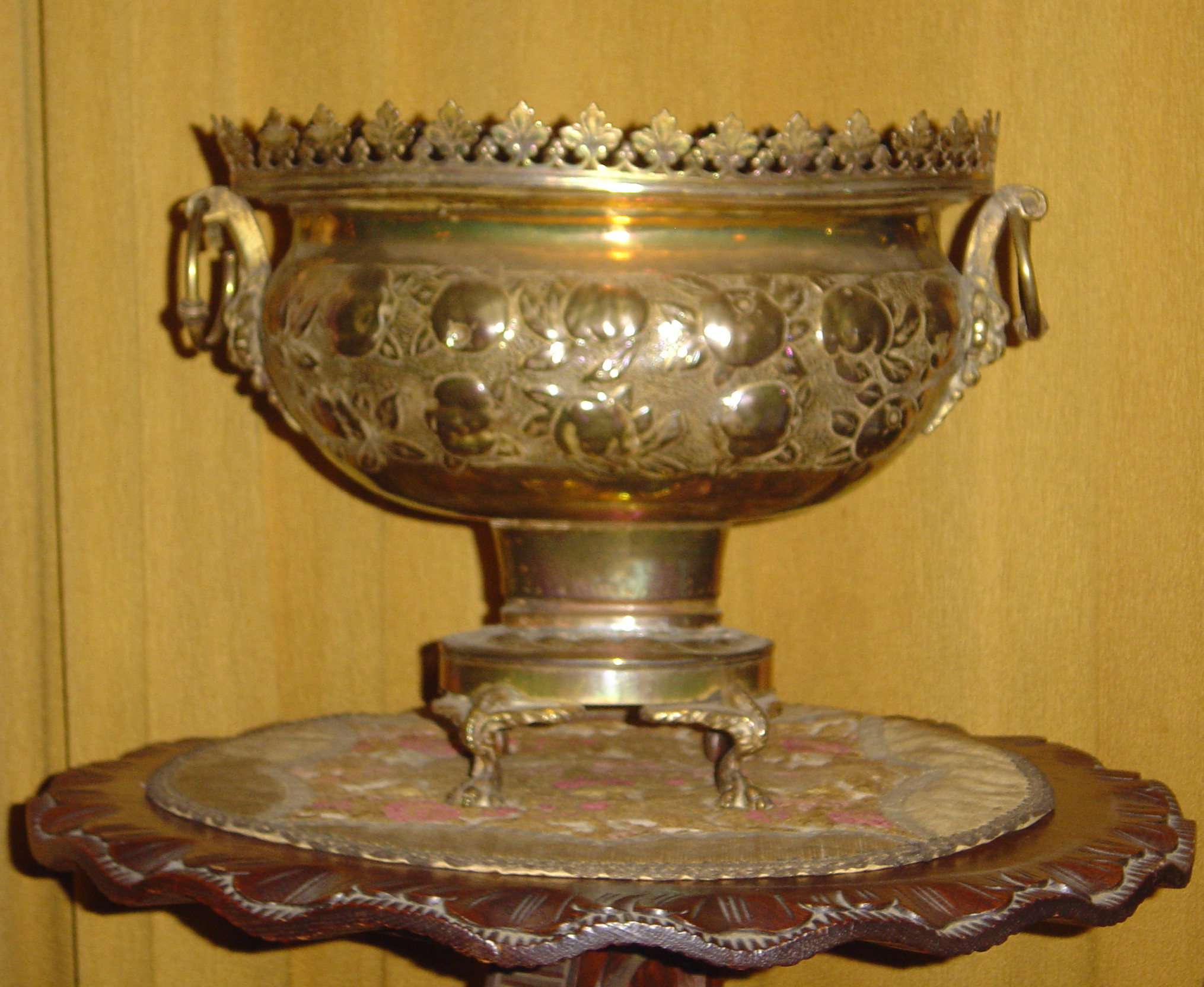
Bloemenpot in moderne dinanderie, tussen 1860.

De productie van dinanderie tijdens de 19de en de 20ste eeuw dient vooral gezien te worden in het kader van de toeristische souvenirindustrie en de binnenhuisdecoratie. Een gekend huis was "Pierre Arens. Manufacture de cuivreries artistique" in 1870 gesticht in Antwerpen. De ateliers waren in de Reyndersstraat 20. Ze fabriceerden paraplubakken, haardschermen, brandhoutkisten en kolenemmers, lantaarns, koperbeslag voor decoratieve blaasbalgen, plaquettes, jardinières, enz. In Dinant waren er tijdens het interbellum de ateliers G. Frerotte, Ernest Houblon, A. Paulis-Hastière, Poncelet en A. Roulin. In Brussel was er de "Manufacture nationale de Dinanderie". Dit bedrijf had een schildje met daarin MND en daaronder de kop van een hamer voor koperbewerking als merkteken. De ateliers waren in de Victor Rauterstraat 108-110.
De beeldhouwer Oscar De Clerck vervaardigde dinanderie in art-decostijl dat onder andere architecturaal werd verwerkt in het interieur van het stadhuis van Charleroi. Hij promootte het toepassen van moderne vormgeving in dinanderie.